# Eupsoropsis robertsi
Eupsoropsis robertsi là một loài bướm đêm trong họ Noctuidae.